# Tożsamość Bineta-Cauchy’ego
Tożsamość Bineta-Cauchy’ego – tożsamość algebraiczna, dająca następującą równość:
{\displaystyle {\bigg (}\sum _{i=1}^{n}a_{i}c_{i}{\bigg )}{\bigg (}\sum _{j=1}^{n}b_{j}d_{j}{\bigg )}={\bigg (}\sum _{i=1}^{n}a_{i}d_{i}{\bigg )}{\bigg (}\sum _{j=1}^{n}b_{j}c_{j}{\bigg )}+\sum _{1\leqslant i<j\leqslant n}(a_{i}b_{j}-a_{j}b_{i})(c_{i}d_{j}-c_{j}d_{i}).}
Równanie to jest spełnione dla liczb rzeczywistych i zespolonych (lub bardziej ogólnie dla elementów pierścienia przemiennego). Nazwa tożsamości pochodzi od nazwisk francuskich matematyków Augustina-Louisa Cauchy’ego i Jacques’a Philippe’a Bineta. Jeśli {\displaystyle a_{i}=c_{i}} i {\displaystyle b_{j}=d_{j},} to otrzymujemy tożsamość Lagrange’a.

## Dowód
Rozpisujemy ostatnie wyrażenie,
{\displaystyle {\begin{aligned}&\sum _{1\leqslant i<j\leqslant n}(a_{i}b_{j}-a_{j}b_{i})(c_{i}d_{j}-c_{j}d_{i})\\=&\sum _{1\leqslant i<j\leqslant n}(a_{i}c_{i}b_{j}d_{j}+a_{j}c_{j}b_{i}d_{i})+\sum _{i=1}^{n}a_{i}c_{i}b_{i}d_{i}\\-&\sum _{1\leqslant i<j\leqslant n}(a_{i}d_{i}b_{j}c_{j}+a_{j}d_{j}b_{i}c_{i})-\sum _{i=1}^{n}a_{i}d_{i}b_{i}c_{i}\end{aligned}}}
i korzystając z przemienności mnożenia, zauważamy, że drugie i czwarte wyrażenia są takie same. Otrzymujemy więc:
{\displaystyle =\sum _{i=1}^{n}\sum _{j=1}^{n}a_{i}c_{i}b_{j}d_{j}-\sum _{i=1}^{n}\sum _{j=1}^{n}a_{i}d_{i}b_{j}c_{j},}
co kończy dowód po wymnożeniu wyrazów o indeksie {\displaystyle i.}

## Uogólnienie
Ogólna postać, znana również jako wzór Cauchy’ego-Bineta, brzmi następująco: niech {\displaystyle A} będzie macierzą o wymiarach {\displaystyle m\times n,} a {\displaystyle B} macierzą o wymiarach {\displaystyle n\times m.} Jeśli {\displaystyle S} jest podzbiorem {\displaystyle m}-elementowym zbioru {\displaystyle \{1,2,\dots n\},} to {\displaystyle A_{S}} będzie macierzą o wymiarach {\displaystyle m\times m,} której kolumny są kolumnami macierzy {\displaystyle A} o indeksach ze zbioru {\displaystyle S,} a {\displaystyle B_{S}} macierzą o wymiarach {\displaystyle m\times m,} której wiersze są wierszami macierzy {\displaystyle B} o indeksach ze zbioru {\displaystyle S.} Wtedy wyznacznik iloczynu macierzy {\displaystyle A} i {\displaystyle B} możemy zapisać jako:
{\displaystyle \det(AB)=\sum _{\scriptstyle S\subset \{1,\dots ,n\} \atop \scriptstyle |S|=m}\det(A_{S})\det(B_{S}),}
przy czym suma przebiega po wszystkich {\displaystyle m}-elementowych podzbiorach zbioru {\displaystyle \{1,2,\dots n\}.}
Jeśli
{\displaystyle A={\begin{pmatrix}a_{1}&\dots &a_{n}\\b_{1}&\dots &b_{n}\end{pmatrix}},\quad B={\begin{pmatrix}c_{1}&d_{1}\\\vdots &\vdots \\c_{n}&d_{n}\end{pmatrix}},}
to uzyskujemy tożsamość Bineta-Cauchy’ego.